# 케임브리지 공녀 메리 아델라이드
케임브리지 공녀 메리 아델라이드(Princess Mary Adelaide of Cambridge, 1833년 11월 27일 ~ 1897년 10월 27일)는 케임브리지 공작 아돌푸스와 그의 아내 헤센카셀의 오거스타 사이에서 태어난 공주로, 케임브리지의 공녀이자 영국의 공주였다. 그녀의 장녀인 테크 공녀 빅토리아 마리아는 훗날 영국 왕비가 된다.

## 직함
- 케임브리지의 메리 애덜레이드 공녀 전하 (Her Royal Highness Princess Mary Adelaide of Cambridge)
- 테크의 프란츠 공자빈 전하 (Her Royal Highness Princess Francis of Teck)
- 테크 공작 부인 전하 (Her Royal Highness The Duchess of Teck)

## 자녀
| 사진 | 이름        | 생일            | 사망                   | 기타                                              |
| ---- | ----------- | --------------- | ---------------------- | ------------------------------------------------- |
|      | 테크의 메리 | 1867년 5월 26일 | 1953년 3월 24일(85세)  | 영국 조지 5세와 결혼, 5남 1녀                     |
|      | 아돌푸스    | 1868년 8월 13일 | 1927년 10월 23일(59세) | 케임브리지 후작 마거릿 그로스베너와 결혼, 2남 2녀 |
|      | 프랜시스    | 1870년 1월 9일  | 1910년 10월 22일(40세) | 미혼, 자녀 없음                                   |
|      | 알렉산더    | 1874년 4월 14일 | 1957년 1월 16일(82세)  | 애슬론 백작 올버니의 앨리스와 결혼, 2남 1녀       |